# Теребулины
Теребулины (бел. Церабу́ліны) — упразднённая деревня в Николаевском сельсовете Светлогорского района Гомельской области Республики Беларусь.

## География

### Расположение
В 27 км на восток от Светлогорска, 28 км от железнодорожной станции Светлогорск-на-Березине (на линии Жлобин — Калинковичи), 128 км от Гомеля.

### Гидрография
На юге, востоке и западе мелиоративные каналы, соединённые с рекой Ипа (приток реки Тремля).

## Транспортная сеть
Транспортные связи по просёлочной, затем автомобильной дороге Паричи — Озаричи. Планировка состоит из короткой улицы. Застройка деревянная, усадебного типа.

## История
Согласно письменным источникам известна с XIX века как селение в Чернинской волости Бобруйского уезда Минской губернии. В 1850 году хутор. В 1879 году обозначена в числе селений Дубровенского церковного прихода.
В 1930 году жители вступили в колхоз. Во время Великой Отечественной войны в январе 1943 года оккупанты полностью сожгли деревню и убили 29 жителей.
До 16 декабря 2009 года в составе Полесского сельсовета.
17 января 2020 года деревня Теребулины упразднена.

## Население

### Численность
- 2004 год — 3 хозяйства, 4 жителя
- 2013 год — нежилая

### Динамика
- 1850 год — 2 двора, 24 жителя
- 1897 год — 7 дворов 25 жителей (согласно переписи)
- 1908 год — 9 дворов 54 жителя
- 1925 год — 12 дворов
- 1940 год — 17 дворов 67 жителей
- 2004 год — 3 хозяйства, 4 жителя